# Amata pfeifferae
Amata pfeifferae là một loài bướm đêm thuộc phân họ Arctiinae, họ Erebidae.